# Куксевич, Евгений Алексеевич
Евгений Алексеевич Куксевич (род. 18 февраля 1972, Иркутск) — российский игрок в мини-футбол, тренер. Главный тренер клуба «Араз-Нахчыван» и сборной Азербайджана.

## Карьера
С 2014 по 2018 год занимал пост главного тренера клуба «Сибиряк». За это время Евгений Куксевич дважды приводил команду к бронзовым медалям Суперлиги и к финалу Кубка России. В сезоне 2017/2018 «Сибиряк» завоевал серебро чемпионата России, и впервые в своей истории получил право на участие в Еврокубке — Лиге чемпионов.
В 2018 году возглавил клуб «Норильский никель». Под его руководством норильчане становились серебряными и дважды бронзовыми призерами  чемпионата, а также дважды завоевали Кубок России. В мае 2024 года покинул клуб.
4 января 2025 года возглавил «Араз-Нахчыван». С командой стал чемпионом Азербайджана. 30 мая 2025 года продлил контракт с клубом.
25 июня 2025 года было объявлено, что Евгений Куксевич назначен главным тренером сборной Азербайджана по мини-футболу.

## Достижения
Как игрок (личные)
- Лучший нападающий Первой лиги: 1999/2000

Как тренер (командные)
- Серебряный призёр (2) чемпионата России по мини-футболу: 2017/18, 2022/23
- Бронзовый призёр (2) чемпионата России по мини-футболу: 2014/15, 2015/16
- Обладатель Кубка России по мини-футболу: 2019/20
- Чемпион Азербайджана по мини-футболу: 2024/25

Как тренер (индивидуальные)
- Тренер года (по версии СМИ): 2017/18